# Yanin Vismitananda
Yanin "Jeeja" Vismitananda (ou "จีจ้า" ญาณิน วิสมิตะนันทน์), née le 31 mars 1984 à Bangkok, est une actrice thaïlandaise.

## Biographie
Née à Bangkok, 3e dan de taekwondo et experte en muay thaï où elle s’est entrainée pendant deux ans pour le film Chocolate[réf. nécessaire] qui est sorti en 2008 ainsi que son deuxième film Raging Phoenix qui est sorti en 2009. En mars 2011, sort son troisième film qui s’intitule This Girl is Bad-Ass (Jak Ka Ran).
En 2012, elle est à l'affiche du deuxième volet du film L'Honneur du dragon 2 avec Tony Jaa qui sort sur les écrans en 3D.

## Filmographie

### Cinéma
- 2008 : Chocolate, Zen[3],[4]
- 2009 : Raging Phoenix, Deu[5],[6],[7]
- 2011 : Chocolate 2, Zen
- 2011 : THE KICK (วอนโดนเตะ!!) Hwa-hwa[8]
- 2011 : This Girl is Bad-Ass (จั๊กกะแหล๋น / Jak Ka Ran)  Jak Ka Ran[9],[10]
- 2013 : L'Honneur du dragon 2[NB 1]
- 2016 : Never Back Down 3: No Surrender, Gym Fight Girl
- 2017 : โอเวอร์ไซส์..ทลายพุง
- 2018 : Europe Raiders (พยัคฆ์สำอาง กระแทกยุโรป)
- 2019 : Heart of Gold (หัวใจทองคำ)
- 2019 : Triple Threat : Mook

### Séries télévisées
- 2018 : Likit Ruk (ลิขิตรัก) The Crown Princess